# Olimje
Olimje – wieś w Słowenii, w gminie Podčetrtek. W 2018 roku wieś liczyła 255 mieszkańców.